# Lluís Vermell i Busquets
Lluís Vermell i Busquets (Sant Cugat del Vallès, Vallès Occidental, 10 de novembre de 1814 - Porto, 5 de maig de 1881) fou un escultor i pintor català.
De pares distingits, restà orfe i en la més espantosa misèria, havent d'ésser asilat en la Casa de Caritat de Barcelona i albergat en l'Hospital de la Santa Creu, durant diverses malalties que l'afligiren en la infància. Cursà alguns anys en el Seminari de Barcelona, abandonant aquest estudis pels de dibuix i l'escultura, que exercí en els tallers de Josep Pagès, Andreu Serrat i Nicolau Malagarriga.
De caràcter impulsiu i turbulent, fou amic de barriles i aventures, assenyalant-se amb el malnom del Pelegrí, pels molts desconcertants viatges que realitzà durant tota la seva vida. Molt aficionat a consignar les seves impressions per escrit, es conserva d'ell un curiós dietari, en que relata totes les seves aventures i que és un preciós document històric sobre els homes i costums del seu temps.
Bonaventura Bassegoda el reprodueix, en els seus més interessants paràgrafs, en la seva documentada biografia Lluís Vermell, escultor i pintor de retrats (Barcelona, 1922). Per ell sabem que Vermell fou deixeble de Claudi Lorenzale en l'Escola de Belles Arts de Barcelona: com passà a Roma el 1834, establint el seu taller en el Corso, davant del Palau Gavotti, i produint algunes escultures i relleus destinats a la basílica de Sant Pau.
El 1839 passà a Nàpols i després a Florència, retornant a Barcelona el 1842. Llavors es donà a conèixer pels seus retrats de miniatura, de singular semblança i expressió, segons es pot jutjar pels que es conserven. Va recórrer totes les ciutats i viles de Catalunya dibuixant i pintant retrats sobre ivori, coure i pergamí, arribant a produir prop de 1.000.
Esculpí un notable Crist en l'agonia, per l'ambaixador de Mèxic: Jesús en la Creu, per al príncep Torlonia, un Jesús en el pessebre, per a Cheney, i una Santa Filomena, pel bisbe de Conca (Castella). Va percebre 2 unces d'or per a cadascuna de les tres primeres obres i 1 per l'última. La reina Maria Cristina, vídua de Ferran VII, li encarregà una còpia en ivori del Moises, de Michelangelo, per la que li'n donà 180 duros.
Foren innumerables les còpies exactes que executà, per encàrrec de diversos personatges, de les obres més cèlebres d'escultura de l'escola florentina del Renaixement, i, això no obstant, mai assoli Vermell sortir de la penúria. La seva labor de retratista-miniaturista fou constant i prodigiosa. A Granollers, Terrassa i Sabadell pintà, tan sols en un bienni de 1822 a 1844, uns 200 retrats. Esculpí pel temple de Santa Maria de Mataró, una Verge dels Dolors, de mida natural, obra notable i en la que la influència de Michelangelo i resta molt manifesta.
Vivint en una casa de lloguer a la Rambla de les flors de Barcelona, per 11 duros mensuals, per exigències de major lloguer per part del propietari, determinà abandonar-la i construir-se el que ell anomenà «el palau de la Misèria», en un terreny que acensà en la llavors vila de Gràcia. Posà la primera pedra, i tresà un projecte de façana de gust egipci, tant elegant com fastuosa, que mai va poder veure acabada.
Després residí a Tarragona, Vic, Girona, Banyoles, Torelló i Figueres, pintant fins al 1856 més de 500 retrats. Llavors establí a Barcelona el seu taller-botiga al carrer de Canudes, núm. 5. D'aquella època daten els grups escultòrics Amparo de la joventut i Refugio de pecadores, i la seva Verge de la Mercè, Dolorosa i Nostra Senyora del Pilar, per a Sant Cugat del Vallès. El 1855 tanca la seva botiga i passa a residir a Madrid, i més tard a París. Després del 1858 torna a Espanya, datant d'aquest anys un àlbum, que encara es conserva, contenint un esborrany de tots els retrats pintats o dibuixats durant aquest temps, figurant al peu de cadascun el nom, lloc i data.
Pel fidel de la vestimenta aquests retrats constitueixen un document històric molt notable i una nota etnogràfica molt estimable. Entre ells hi ha un autoretrat de Vermell, que Bassegoda reprodueix en la seva biografia ja citada anteriorment. Elias de Molina cita, a més, com llenç originals de Lluís Vermell:
- La Fortuna
- Los cinco sentidos
- El castigo de los pecados capitales
- La Aurora
- La Soberbia
- La Religión
- La entrada de María en el Cielo.

També pinta una Al·legoria de la Història, i un retrat de la reina Isabel II pel Museu de Cardona. Esculpia en marbre, bronze, ivori, pedra de Siena, ferro i en blocs de sal. Fou gran amic del músic i poeta Clavé, pel que dibuixà una complicada al·legoria. En la col·lecció Baeza s'hi conserva una miniatura d'aquest artista, retrat de Eduardo Zenarruza, datada el 1848. El seu retrat fou col·locat el 1895 en la Galeria d'excursionistes cèlebres, que obrí el Centre Excursionista de Catalunya, degut a Josep Maria Comas, en homenatge a l'artista que en els seus viatges a Catalunya havia enriquit l'art amb notables exemplars i precioses observacions.
Conserven obra de Lluís Vermell el Museu Nacional d'Art de Catalunya, tots ells retrats dibuixats, el Museu de Terrassa, el Museu d'Història de la Ciutat de Barcelona, el Museu d'Art de Sabadell i el Museu del Disseny de Barcelona, que guarda quatre miniatures de mitjan segle xix. El Museu del Prado guarda un quadern de retrats.